# Escape from Monkey Island
Escape from Monkey Island is een adventure game uit 2000 van LucasArts. Het is het vierde spel uit de Monkey Island-reeks.

## Verhaal
Het spel bestaat uit een intro en vier hoofdstukken.

### Intro
Guybrush Threepwood en Elaine Marley zijn op huwelijksreis geweest en varen nu met hun boot terug naar Mêlée Island. Guybrush dagdroomt op het scheepsdek over zijn avonturen. Wanneer hij terug bij realiteit komt, blijkt dat piraten hun schip trachten in te nemen. Guybrush kan het schip van de vijand doen zinken. Hij en Elaine zetten hun koers verder naar de haven van Mêlée Island voor een verwelkomingsfeest. Echter staat niemand hen op te wachten.

### Things to do when you're Dead
Het koppel werd verkeerdelijk als dood opgegeven waardoor Elaine geen gouverneur meer is van Mêlée Island. De campagneronde voor de verkiezingen is al begonnen en de enige kandidaat is Charles L. Charles. Elaine begint direct aan haar campagneronde. Guybrush dient hun advocaten op Lucre Island op te zoeken om hen officieel terug levend te maken. Hiervoor heeft hij een schip en een crew nodig.
Toevallig komt hij Otis en Carla tegen. Zij waren in "The Secret of Monkey Island" ook deel van de crew. Echter werden ze op Monkey Island achtergelaten door Guybrush. Otis heeft hiervan een trauma opgelopen. Uiteindelijk weet Guybrush hen te overtuigen. Zijn derde crewlid vindt hij na een "armworstelwedstrijd" die wordt gewonnen door de beste belediger. Van de havenmeesteres krijgt hij een roos schip met aan de voorkant een vrouwelijk boegbeeld.
Op Lucre Island neemt Guybrush contact op met zijn advocaten die onmiddellijk op zoek gaan naar een oplossing. Ondertussen raden ze Guybrush aan om in de "Bank van Lucre Island" hun vergeten bruidsschat op te halen. Net op dat ogenblik wordt de bank overvallen door een dubbelganger van Guybrush. Hierdoor wordt de echte Guybrush gearresteerd, maar hij mag vrij op het eiland rondlopen met een enkelband. Zo kan hij bewijzen dat Pegnose Pete in werkelijkheid de overvaller is. Hierdoor wordt de aanklacht tegen Guybrush ingetrokken, maar Pete is ontsnapt.
Terug op Mêlée Island blijkt dat Charles L. Charles in werkelijkheid LeChuck is. Hij werd uit de ijsberg, waarin hij op het einde van The Curse of Monkey Island was bedolven, bevrijd door Ozzie Mandrill. Uit dank probeert LeChuck nu alle piraten weg te jagen zodat Mandrill al het vastgoed in de Caraïben kan opkopen. Daarnaast is LeChuck op zoek naar "De Ultieme Belediging" om Elaine voor zich te winnen.

### Enter the Manatee
Guybrush bezoekt de voodoo-dame. Zij vertelt hem dat elk van de drie voorwerpen uit de bruidsschat een sleutel bevat die leidt naar "De Ultieme Belediging"; een machtig wapen waarmee men controle krijgt over iedereen. Er is nog een vierde bruidsgeschenk, maar dat is verborgen op Mêlée Island. Nadat Guybrush de vier sleutels heeft gevonden, belandt hij op het eiland Jambalaya. Dit ooit gevreesde pirateneiland is nu een toeristenparadijs. Ozzie Mandril heeft de macht overgenomen en alle piraten naar het eiland Knutting Atol gestuurd voor een heropvoedingscursus.
Guybrush ontdekt dat "De Ultieme Belediging" uit drie voorwerpen bestaat. Om deze te bemachtigen moet hij
- winnaar worden van een duikwedstrijd
- winnaar worden in een rodeo-wedstrijd
- een bronzen hoed van de meest beroemde piraat van het eiland opgraven

Wanneer Guybrush terug aankomt op Mêlée Island blijkt dat LeChuck de verkiezingen heeft gewonnen. Elaine is spoorloos. LeChuck en Ozzie Mandrill nemen de items voor "De Ultieme Belediging" af van Guybrush. Daar "De Ultieme Belediging" niet werkt, denken ze dat er nog ergens een voorwerp te kort is. LeChuck en Ozzie gaan op zoek en verbannen Guybrush naar Monkey Island.

### Escape from Monkey island
Guybrush ontdekt op Monkey Island een enorme kolonie apen. Onder hen is één sprekende aap: JoJo Junior. Hij vertelt Guybrush dat er weldra iets groots zal gebeuren. Guybrush tracht zijn eigen "Ultieme Belediging" te maken met gelijkaardige voorwerpen. Hiervoor heeft hij de hoed nodig van JoJo Junior, maar JoJo wil deze enkel afgeven als hij wordt verslagen in een "Monkey Kombat"-gevecht: een combinatie tussen blad-steen-schaar en Mortal Kombat.
Guybrush ontmoet terug Herman Toothroth die plots zijn geheugen terugkrijgt. Hij is Horatio Torquemada Marley, de grootvader van Elaine. Jaren geleden deed hij mee aan een bootwedstrijd waar Ozzie Mandril ook participant was. Horatio had aan Ozzie heel wat geheimen verklapt over de Caraïben en "De Ultieme Belediging". Enkele dagen later belandde Horatio, door toedoen van Ozzie, in een orkaan. Horatio belandde op Monkey Island en was zijn geheugen verloren. Hij noemde zichzelf dan maar Herman Toothrot, wat hij ontleende aan initialen in zijn eigendommen.
Guybrush vertelt Horatio wat er ondertussen allemaal is gebeurd en hoe LeChuck zijn drie voorwerpen voor de "Ultieme Belediging" heeft afgenomen. Ondertussen heeft Guybrush drie gelijkaardige voorwerpen gevonden, maar zijn "Ultieme Belediging" werkt evenmin. Horatio onthult dat er nog twee voorwerpen nodig zijn.  Het vierde is de stempel met de zegel van de gouverneur van Mêlée Island, waarvan Horatio zijn reserve-exemplaar nog in bezit heeft. Het vijfde is een reuzengrote robot. Nu wordt duidelijk dat het grote stenen apenhoofd in werkelijkheid zulke robot is en dat de stempel de startsleutel is.

### Guybrush Kicks Unusually Large Butt
Met de apenrobot gaan Guybrush en Horatio terug naar Mêlée island. Onderweg zien ze grote torens staan die in staat zijn om "De Ultieme Belediging" zo te amplificeren dat deze een heel groot gebied bereikt. Ondertussen zijn Ozzie en LeChuck erachter gekomen dat Elaine werd ontvoerd door Pegnose Pete en dat de gouverneursstempel vermist is. De inheemse bevolking had ooit van LeChuck een reusachtig groot beeld gemaakt. LeChuck gebruikt nu dit beeld om de strijd met de apenrobot aan te gaan. Tijdens een rondje Monkey Kombat wordt Mandrill vertrappelt. Uiteindelijk verliest LeChuck waardoor hij, tezamen met het standbeeld, ontploft wat resulteert in een grote krater.

## Spelcontrole
In vorige reeksen van Monkey Island verliep de volledige spelbesturing met een computermuis. In dit deel dient de speler de pijltjestoetsen te gebruiken om Guybrush aan te sturen. De "Page Up" en "Page Down"-toets worden gebruikt tijdens dialogen. De muisknop wordt gebruikt om acties (ga, kijk, gebruik, praat, ...) te selecteren. Er was heel wat kritiek op deze niet-zo-handige methode.

## Trivia
- De naam van de SCUMM-bar op Mêlée Island is afkomstig van SCUMM, de engine waarmee de eerste drie delen van Monkey Island werden gemaakt.
- Later in het spel is er een overname van de SCUMM-bar.  Vanaf dan noemt deze LUA-bar.  Lua is een programmeertaal die tezamen met de GrimE-engine werd gebruikt om "Escape from Monkey Island" te maken.

## Platforms
| Jaar | Platform               |
| ---- | ---------------------- |
| 2000 | PlayStation 2, Windows |
| 2001 | Macintosh              |

## Ontvangst
| Beoordeeld door        | Platform      | Datum           | Score |
| ---------------------- | ------------- | --------------- | ----- |
| Inside Mac Games (IMG) | Macintosh     | 9 april 2001    | 90%   |
| IGN                    | Windows       | 8 november 2000 | 87%   |
| Gamezilla              | PlayStation 2 | 5 juli 2001     | 86%   |
| GameStar (Duitsland)   | Windows       | december 2000   | 86%   |
| Game Informer Magazine | PlayStation 2 | september 2001  | 85%   |
| Game Revolution        | PlayStation 2 | 1 juni 2001     | 83%   |
| GameSpot               | Windows       | 9 november 2000 | 81%   |
| Adventure Gamers       | Windows       | 19 mei 2002     | 80%   |
| Gamezone (Duitsland)   | Windows       | 26 april 2001   | 80%   |
| Quandary               | Windows       | december 2000   | 70%   |